# Mario De Biase
Mario Pasquale De Biase (Marano di Napoli, 24 ottobre 1952) è un politico e manager italiano, sindaco di Salerno dal 2001 al 2006.

## Biografia

### Prime esperienze politiche
Dal 1982 al 1993, De Biase ha ricoperto la carica di responsabile di organizzazione del Partito Comunista Italiano prima e del Partito Democratico della Sinistra poi nella provincia di Salerno, carica che lascia nel momento in cui viene nominato responsabile della segreteria politica del sindaco di Salerno Vincenzo De Luca.

### Esperienze manageriali
Tra il 1994 e il 2001 ha ricoperto varie cariche manageriali: dopo esserne stato membro del consiglio d'amministrazione, è stato presidente e amministratore delegato della Centrale del latte di Salerno S.p.A., mentre dal 1998 al 2001 ha ricoperto le medesime cariche presso la Salerno Sistemi S.p.A.. Tra il 2004 e il 2006, è stato membro del consiglio d'amministrazione dell'Aeroporto di Salerno S.p.A. e della Fondazione dell'Università degli Studi di Salerno.

### Sindaco di Salerno
In occasione delle elezioni amministrative del 2001, il sindaco uscente di Salerno Vincenzo De Luca, di cui De Biase era stato responsabile della segreteria politica dal 1993, propone il suo nome per la carica di primo cittadino. Sostenuto da tutta la coalizione dell'Ulivo, De Biase viene eletto sindaco al primo turno, con il 55,1% dei voti. Il suo mandato da primo cittadino è stato caratterizzato dalla gestione di un'emergenza relativa allo smaltimento dei rifiuti nel comune e nella provincia di Salerno.

### Dopo la sindacatura
Nell'agosto del 2010, De Biase viene nominato dalla Protezione Civile Commissario di governo per le bonifiche della Terra dei fuochi, incarico che, dopo varie proroghe, ha ricoperto fino al dicembre del 2019. Durante il suo mandato, De Biase ha istituito una commissione speciale per valutare le ditte che si sono proposte per gli appalti di bonifica, inviando alla prefettura di Napoli tutti gli atti per esprimersi sui profili delle varie ditte.
Sempre nel 2010, De Biase viene inoltre nominato Commissario di governo per il completamento delle opere di messa in sicurezza a seguito della frana di Montaguto nelle frazioni Pilastri e Casamicciola di Ischia, e nei comuni di Nocera Inferiore e Montaguto, conservando l'incarico fino al 2011.